# Teorema de aproximación de Weierstrass
En análisis matemático, el teorema de aproximación de Weierstrass es un resultado que afirma que las funciones reales continuas definidas en un intervalo cerrado y acotado pueden ser aproximadas tanto como se quiera por un polinomio. Es decir, los polinomios de coeficientes reales son densos en el conjunto de las funciones continuas sobre un intervalo cerrado.
Karl Weierstrass dio una demostración de este resultado en 1885. Posteriormente, Marshall H. Stone generalizó el teorema y simplificó la demostración. A esta generalización se la conoce como el teorema de Stone–Weierstrass.

## Teorema de aproximación de Weierstrass
Para cualquier ε>0 y para cualquier función f continua sobre un intervalo {\displaystyle [a,b]\subset \mathbb {R} }, existe un polinomio de coeficientes reales, p, tal que 

{\displaystyle \sup _{x\in [a,b]}|f(x)-p(x)|<\epsilon .\;}

### Demostración
Una demostración constructiva puede hallarse utilizándose los polinomios de Bernstein. En efecto, si f(x) es una función continua en el intervalo [0, 1] se define el polinomio de Bernstein como
{\displaystyle B_{n}(f)(x)=\sum _{k=0}^{n}f\left({\frac {k}{n}}\right){n \choose k}x^{k}(1-x)^{n-k}.}
Se puede demostrar que 
{\displaystyle \lim _{n\rightarrow \infty }B_{n}(f)(x)=f(x)}
converge uniformemente en el intervalo [0, 1]. Una vez demostrado en el intervalo [0,1] es fácil demostrar el resultado para cualquier intervalo compacto.